# Kassita
Kassita er en by i Marokko og provinsen Driouch, Folketallet var på 2,675.

1. ↑  2024 Moroccan census (fra Wikidata).